# Partito Unità Sociale Cristiana
Il Partito Unità Sociale Cristiana (in spagnolo: Partido Unidad Social Cristiana - PUSC) è un partito politico nazionale della Costa Rica. Fondato nel 1983 dall'unione di quattro partiti di centro e di destra, di matrice cattolica e democristiana e più precisamente: Renovación Democrática, Partido Unión Popular, Partido Republicano Calderonista e Partido Demócrata Cristiano.
Il PUSC, di ispirazione social-cristiana, insieme al Partito Liberazione Nazionale (PLN), di orientamento socialdemocratico, è stato per lungo tempo uno dei due principali partiti del panorama politico costaricano, caratterizzato fino ai primi anni del nuovo secolo da un marcato bipolarismo.
In questi ultimi due anni una serie di scandali, che hanno coinvolto alcuni ex-presidenti e altri rappresentanti di primo piano del partito, hanno causato una fortissima perdita di consensi. Alle elezioni generali del 5 febbraio 2006 il partito ha ottenuto circa il 4,5% dei voti e a malapena è riuscito a conservare una rappresentanza parlamentare.

## Presidenti del potere esecutivo
Dal 1983 ad oggi nelle file del PUSC sono stati eletti tre presidenti della Repubblica:
- Rafael Ángel Calderón Fournier (1990-1994)
- Miguel Ángel Rodríguez Echeverría (1998-2002)
- Abel Pacheco de la Espriella (2002-2006)